# Saint-André-Capcèze
Saint-André-Capcèze è un comune francese di 197 abitanti situato nel dipartimento della Lozère nella regione dell'Occitania.

## Storia

### Simboli
Lo stemma è riprodotto nell'Armorial Général de France del 1696.

## Società

### Evoluzione demografica
Abitanti censiti